# The Boatswain's Mate
The Boatswain's Mate (en français Le Maître d'équipage) est un opéra de la compositrice britannique Ethel Smyth, composé en 1913-1914.

## Contexte et création
Ethel Smyth compose son opéra The Boatswain's Mate en Égypte, où elle s'était réfugiée pendant la Première Guerre mondiale, jusqu'à son retour en 1914,. La première est donnée par Thomas Beecham au Shaftesbury Theatre, à Londres, le 28 janvier 1916. Il est ensuite rejoué au théâtre Old Vic en 1922. L'œuvre est en un acte et en deux parties. L'œuvre n'est enregistré pour la première fois qu'en 2016, bien qu'il s'agisse de l'opéra le plus populaire de la compositrice.

## Synopsis
L'ouverture reprend la musique de The March of the Women. Le rideau se lève sur Mrs Waters, veuve et propriétaire d'une auberge de campagne. Le batelier Harry Benn fait partie de ses clients réguliers, et lui propose demande en mariage sur demande en mariage, qu'elle refuse une à une. Après un dernier refus, elle le laisse seul dans l'auberge. Avec la complicité de Ned Travers, un ancien soldat, ils montent un stratagème : Ned Travers va simuler un cambriolage et Harry Benn va apparaître en sauveur. Dans la deuxième partie, Ned Travers fait irruption dans l'auberge, mais Mrs Waters descend les escaliers armée d'un fusil. Ned Travers se cache alors dans un placard, où il se fait finalement enfermé. Il avoue alors la vérité et se propose de l'aider pour payer sa libération. Pendant que Ned Travers se cache à l'étage, elle décharge son fusil et appelle à l'aide. Harry Benn entre alors dans l'auberge mais est terrorisée lorsqu'elle lui avoue avoir tuer Ned Travers. Mrs Waters envoie alors Harry Benn creuser une tombe factice, mais submergé par le remords, il se dénonce à la police. Ils entrent tous deux dans l'auberge, trouvant alors Ned Travers bien vivant. Après un événement de confusion, elle se retrouve alors seul avec Ned Travers et ne refuse pas un mariage éventuel avec lui.

## Analyse
L'œuvre est conçue en deux parties : une première, dans un style léger d'un ballad opera, l'autre, plus savante. Souffrant de surdité, elle s'amuse notamment à citer la Symphonie no 5 de Ludwig van Beethoven.